# ロイヤルリーグ
ロイヤル・リーグ（Royal League）は、スカンディナヴィア諸国のクラブチームによる国際サッカー大会である。
デンマーク、スウェーデン、ノルウェーの各国内リーグの1位から4位までが参加する。第1回大会は2004-2005シーズンに行なわれた。
2007-08シーズンは財政的な理由により中止され、2008-09シーズンの復活を目論んでいた。しかし2008年10月11日、放映権が売却されなかったため2009-10シーズンも中止となることが発表された。
2010年には参加クラブを3クラブ増やし、15クラブが参加するロイヤルカップという新たな大会が計画された。

## 歴代結果
| シーズン | 優勝             | スコア          | 準優勝           | 会場、入場者数                                            | 決勝戦開催日  |
| -------- | ---------------- | --------------- | ---------------- | --------------------------------------------------------- | ------------- |
| 2004-05  | FCコペンハーゲン | 1–1 12–11 (pen) | IFKヨーテボリ    | ウッレヴィ、ヨーテボリ 入場者数: 10,216                   | 2005年5月26日 |
| 2005-06  | FCコペンハーゲン | 1–0             | リールストロムSK | パルケン・スタディオン、コペンハーゲン 入場者数: 13,617人 | 2006年4月6日  |
| 2006-07  | ブレンビーIF     | 1–0             | FCコペンハーゲン | ブレンビー・スタディオン、ブレンビー 入場者数: 17,914人   | 2007年5月15日 |